# Kardiomioplastyka dynamiczna
Kardiomioplastyka dynamiczna (ang. dynamic cardiomyoplasty) – zabieg kardiochirurgiczny stosowany w leczeniu niewydolności serca, polegający na otoczeniu mięśnia sercowego, poprzez specjalnie przygotowany (wypreparowany) mięsień najszerszy grzbietu chorego.
Mięsień ten wprowadzano do worka osierdziowego, po uprzedniej częściowej resekcji II żebra i owijano nim niewydolny mięsień sercowy. Stosując odpowiedni układ stymulujący, uzyskiwano synchronizację skurczów obu mięśni.
Zabieg był wykonany po raz pierwszy na świecie w 1985 a w Polsce w roku 1996.
Rozwój innych technik wspomagania skurczu niewydolnego serca, doprowadził do zaniechania tej techniki operacyjnej.